# 日本海龙
日本海龙（学名：Doryrhamphus japonicus）又稱日本矛吻海龍，为輻鰭魚綱棘背魚目海龙鱼科的其中一種。

## 分布
本魚分布于西北太平洋區，包括日本、台湾恆春等海域，多见于岩礁海岸。该物种的模式产地在日本田边湾。

## 特徵
本魚體延長呈管狀，口小，吻突出呈管狀，鱗片特化成骨板。魚體黃棕色，具一條淡藍色細縱帶，尾鰭圓形，特徵是尾鰭具3個橘色斑點，體長可達8.5公分。

## 生態
本魚棲息在礫石或礁石洞中，性情膽小，游泳能力弱，尾部不能捲曲。屬肉食性，以浮游生物為食，繁殖期為每年5至9月，雌魚將卵產於雄魚孵卵囊中，由雄魚負責照顧。

## 經濟利用
為觀賞魚。